# Тихомиров, Иван Петрович
Иван Петро́вич Тихоми́ров (13 августа 1876 Владимир — 17 февраля 1938, Бутовский полигон, Московская область) — священник Русской православной церкви, священномученик.
Память 4 февраля, в Соборе новомучеников и исповедников Российских и в Соборе Бутовских новомучеников.

## Житие
Родился 13 августа 1876 года в городе Владимире в семье мелкого чиновника Петра Фёдоровича Тихомирова.
В 1897 году окончил Владимирскую духовную семинарию и вскоре был рукоположён в сан священнослужителя. В 1926 году отец Иоанн был удостоен сана протоиерея.
До 1930 года он служил в соборном храме Покрова Пресвятой богородицы города Меленки, который входил в то время в состав Ивановской области.
В апреле 1930 года был переведён в храм Иерусалимской иконы Божией Матери в село Воспушка Петушинского района Московской области.
17 декабря 1932 года был вновь назначен в Покровский собор в Меленки. В этом же году награждён палицей. С 17 апреля 1933 года протоиерей Иоанн служил в селе Власовском Коробовского района Московской области. С марта 1936 года служил в селе Новоселебном. 1 июня 1936 года он был определён в храм Казанской иконы Божией Матери села Петровского Шатурского района Московской области. Настоятелем этого храма в течение сорока лет являлся протоиерей Александр Сахаров. Во время гонений безбожной власти на Церковь отца Александра Сахарова в ночь с 15 на 16 ноября 1937 года арестовали, а 3 декабря расстреляли на полигоне Бутово под Москвой. Власти готовились арестовать и отца Иоанна Тихомирова. В январе 1938 года следователь Шатурского районного отделения НКВД Сироткин допросил нескольких лжесвидетелей, которые дали такие показания:
«Поп Тихомиров враждебно настроен к существующему советскому строю. Будучи попом в церкви в селе Петровское, Тихомиров группировал вокруг себя антисоветский и церковный элемент, совместно с коими проводил контрреволюционную деятельность, направленную к подрыву советской власти. В ноябре 1937 года он среди колхозников, сожалея об арестованном за контрреволюционную деятельность попе Сахарове, с которым Тихомиров поддерживал близкие взаимоотношения, распространял контрреволюционную клевету на неправильные, по его заявлению, аресты и говорил: „Большевики мучают попов. Вот попа Сахарова арестовали и мучают ни за что. В день выборов будут голосовать не только за депутатов, но и за закрытие церкви, поэтому на них ходить не следует“. В 1937 году поп Тихомиров неоднократно у себя на квартире укрывал всяких бродячих попов и контрреволюционных церковников».
В 1957 году один из свидетелей, который в то время занимал должность начальника жилищного управления при городском совете, был передопрошен и рассказал, как развивались события в 1937—1938 годах:
«На основании указаний горкома партии Петровский актив решил закрыть церковь. При наличии попа это сделать было очень трудно. Одного попа Сахарова убрали, через некоторое время по ходатайству граждан прислали второго, Тихомирова. Я и мой друг Кирсанов решили зайти посоветоваться со следователем Сироткиным, каким образом его убрать. Он сказал нам, что всё оформит, только вы зайдите распишитесь. На следующий день мы к нему зашли и расписались в протоколах. Что в них было написано, мы не читали, не придавали этому особого значения, поскольку надо было любой ценой закрыть церковь. После того, как мы расписались, попа арестовали».
26 января 1938 года отец Иоанн Тихомиров был арестован и заключён в тюрьму Егорьевского района. На следующий день состоялся допрос:
«— Вы арестованы за активную контрреволюционную деятельность. Дайте по этому вопросу показания, — потребовал следователь.
— Контрреволюционной деятельности я не вёл и виновным себя не признаю.
— Вы показываете ложно, следствием установлено, что вы проводили контрреволюционную деятельность. Настаиваю на даче правдивых показаний.
— Вторично заявляю, что никакой контрреволюционной деятельности я не вёл и виновным себя не считаю.»
Следствие на этом было закончено.
11 февраля 1938 года тройка НКВД по Московской области приговорила отца Иоанна Тихомирова к расстрелу за «контрреволюционную агитацию против выборов в Верховный Совет».
17 февраля 1938 года был расстрелян на полигоне Бутово под Москвой и погребён в безвестной общей могиле.

## Память
Причислен к лику святых новомучеников Российских постановлением Священного синода Русской православной церкви 30 июля 2003 года для общецерковного почитания.